# Geositta poeciloptera
A Geositta poeciloptera, comummente conhecida como andarilho, é uma ave passeriforme, da família dos  furnarídeos que vive nos estados de Goiás, Bahia, Mato Grosso, São Paulo e Minas Gerais, além da Bolívia e Paraguai. É uma ave terrícola que vive em campinas ralas, áreas com gramíneas esparsas entre arbustos e árvores do Cerrado. Está ameaçada por perda de habitat.
Estudos moleculares demonstraram que o andarilho, anteriormente classificado no gênero monotípico Geobates, pertence ao gênero Geositta.